# محوطه ترباخ لی
محوطه ترباخ لی مربوط به عصر مس است و در شهرستان بیجار، بخش مرکز ی، دهستان سیلتان، ۱۰۰ متری شمال روستای سلطان آباد دره ویران واقع شده و این اثر در تاریخ ۲۷ بهمن ۱۳۸۷ با شمارهٔ ثبت ۲۴۷۸۸ به‌عنوان یکی از آثار ملی ایران به ثبت رسیده است.